# Maison Rabot
La maison Rabot ou hôtel Rabot, qui héberge la plus grande partie de la librairie Arthaud, est un monument historique, situé au 17, rue Jean-Jacques Rousseau, dans le centre piétonnier du quartier Notre-Dame de Grenoble.
Cet hôtel particulier à oriel (tourelle en saillie sur la rue) est installé dans le centre historique de la ville. Sa construction remonte à la fin du XVIe siècle lorsque la démolition de la porte romaine à cet emplacement est entreprise par Lesdiguières afin d'agrandir la ville. L'oriel est inscrite au titre des monuments historiques le 9 juillet 1927,.

## Situation et accès

### Situation
Cette maison est située à l'angle de la rue Jean-Jacques-Rousseau et de la Grande Rue, au cœur du centre ancien de la ville de Grenoble, à proximité immédiate de la place Grenette, non loin de la cathédrale Notre-Dame de Grenoble. Le bâtiment qui héberge sur l'ensemble de ses étages les rayons d'une grande librairie locale, est libre d'accès aux heures d'ouverture de ce commerce.

### Accès

#### À pied
Le bâtiment, installé dans la zone piétonne de la ville, est accessible aux passants depuis n'importe quel point de la ville aux heures d'ouverture de la librairie.

#### Transports publics
La maison est desservie par les ligne A et ligne B du réseau de tramway de l'agglomération grenobloise. La station la plus proche se dénomme Hubert Dubedout - Maison du Tourisme.

## Historique
La Maison Rabot est un hôtel particulier est édifié contre le rempart romain à partir de 1471 par la famille Rabot (originaire de Crest dans la Drôme) dont les membres furent des conseillers et des présidents du Parlement du Dauphiné. Son édification remonte très certainement à Jean Rabot, président du parlement entre la fin du XVe siècle et le début du XVIe siècle.
Trois rois de France séjournèrent dans cette demeure : Charles VIII, Louis XII et François Ier. C'est le premier des trois qui donnera l'autorisation en 1494 de percer le rempart romain afin d'accéder à son jardin situé de l'autre côté du rempart, créant ainsi le futur porche du "Passage Teisseire", aujourd'hui Passage de la République.
L'hôtel est acquis par Mathieu Teisseire en 1776 et restera dans la famille jusqu'à la fin du XIXe siècle.

## Description
Le bâtiment d'époque renaissance est constitué de pilastres et d’arcatures en pierre de molasse auquel s’ajoute une niche surmontée d’un dais gothique flamboyant. 
La partie la plus récente datant du XVIIe siècle de la demeure abrite un bel escalier à balustres de pierre, visible dans la librairie et accessible aux clients de la librairie. 
Un oriel (avancée en encorbellement) datant de la même période est visible depuis la rue Jean-Jacques Rousseau. Celle-ci est située juste au-dessus d'une des entrées de la librairie Arthaud et abrite un bureau dans le rayon consacré à la bande dessinée situé au 1er étage

Quelques photos de la façade de la maison Rabot et des immeubles de la rue Jean-Jacques Rousseau
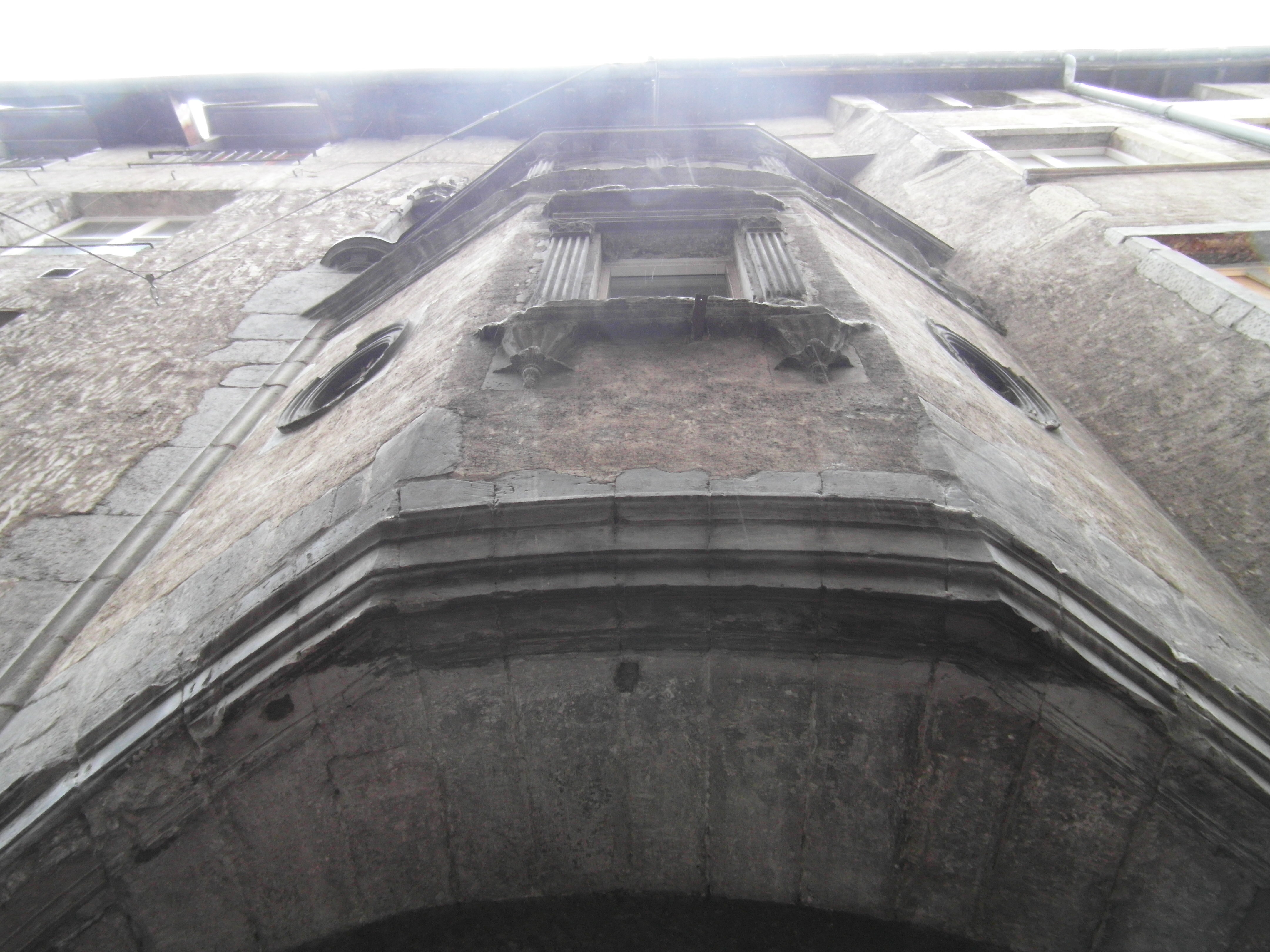
Oriel (tourelle en saillie sur la rue, vue dessous)
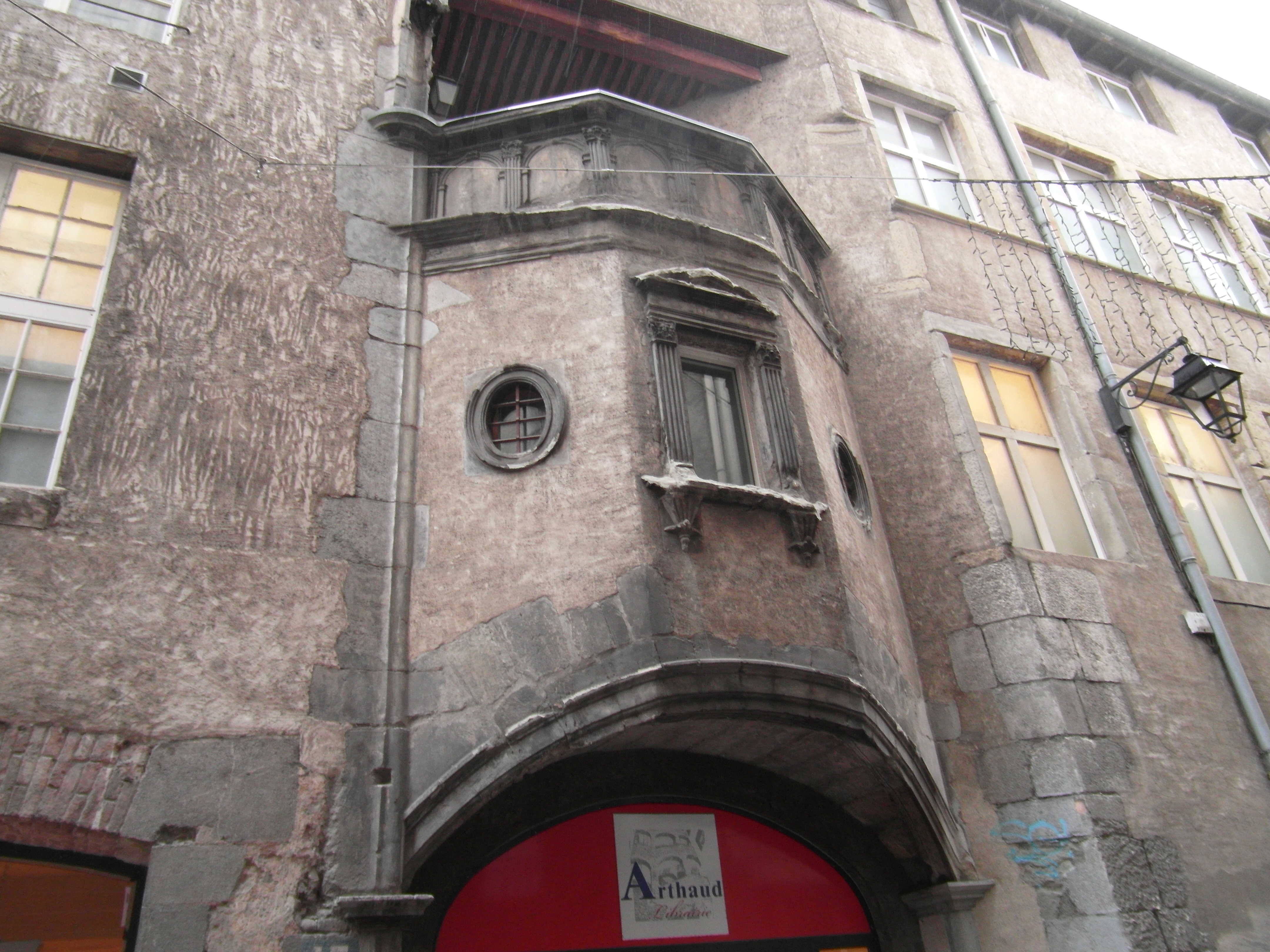
Oriel (tourelle en saillie sur la rue, vue de face)
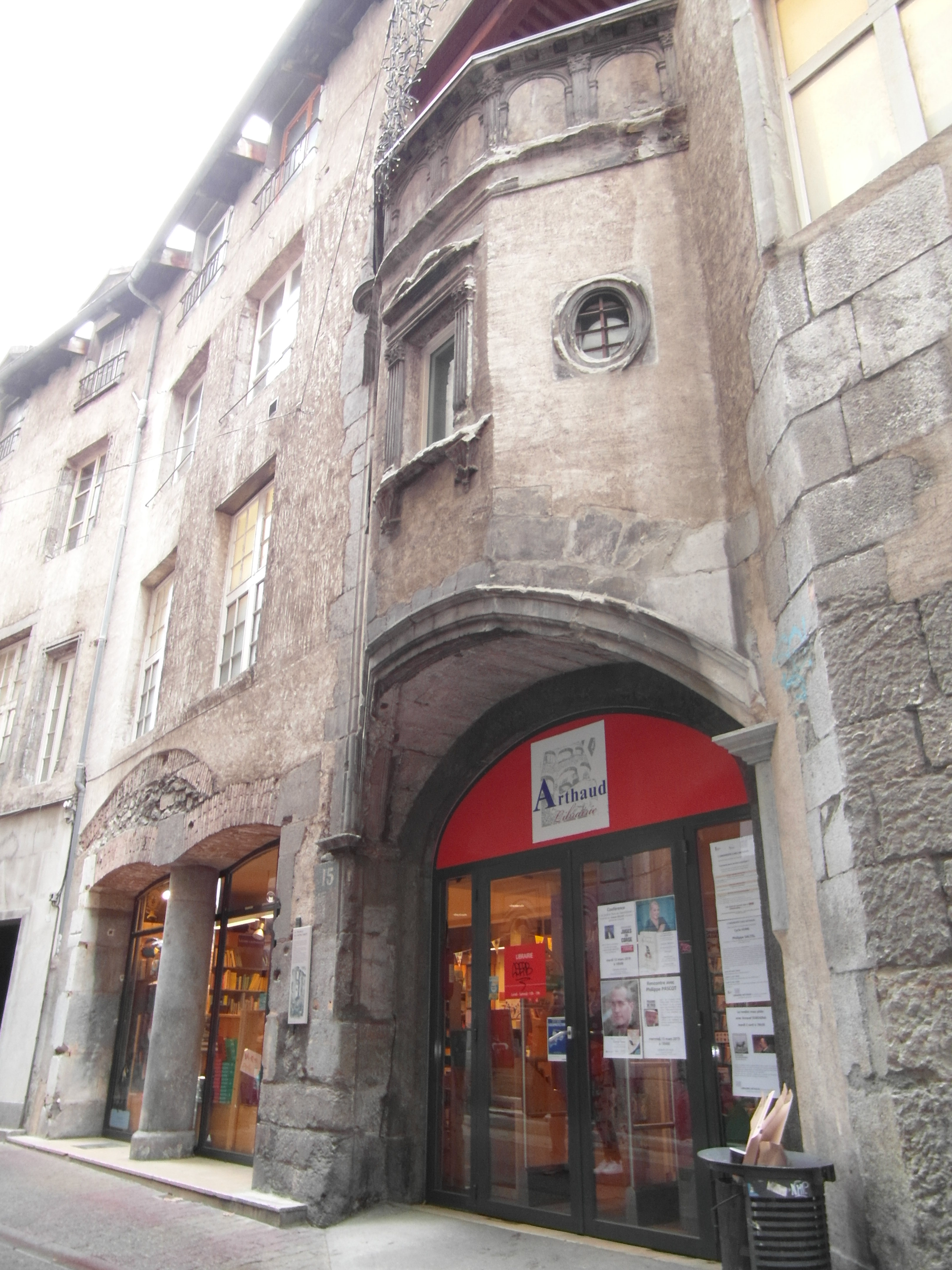
Entrée de la Librairie Arthaud
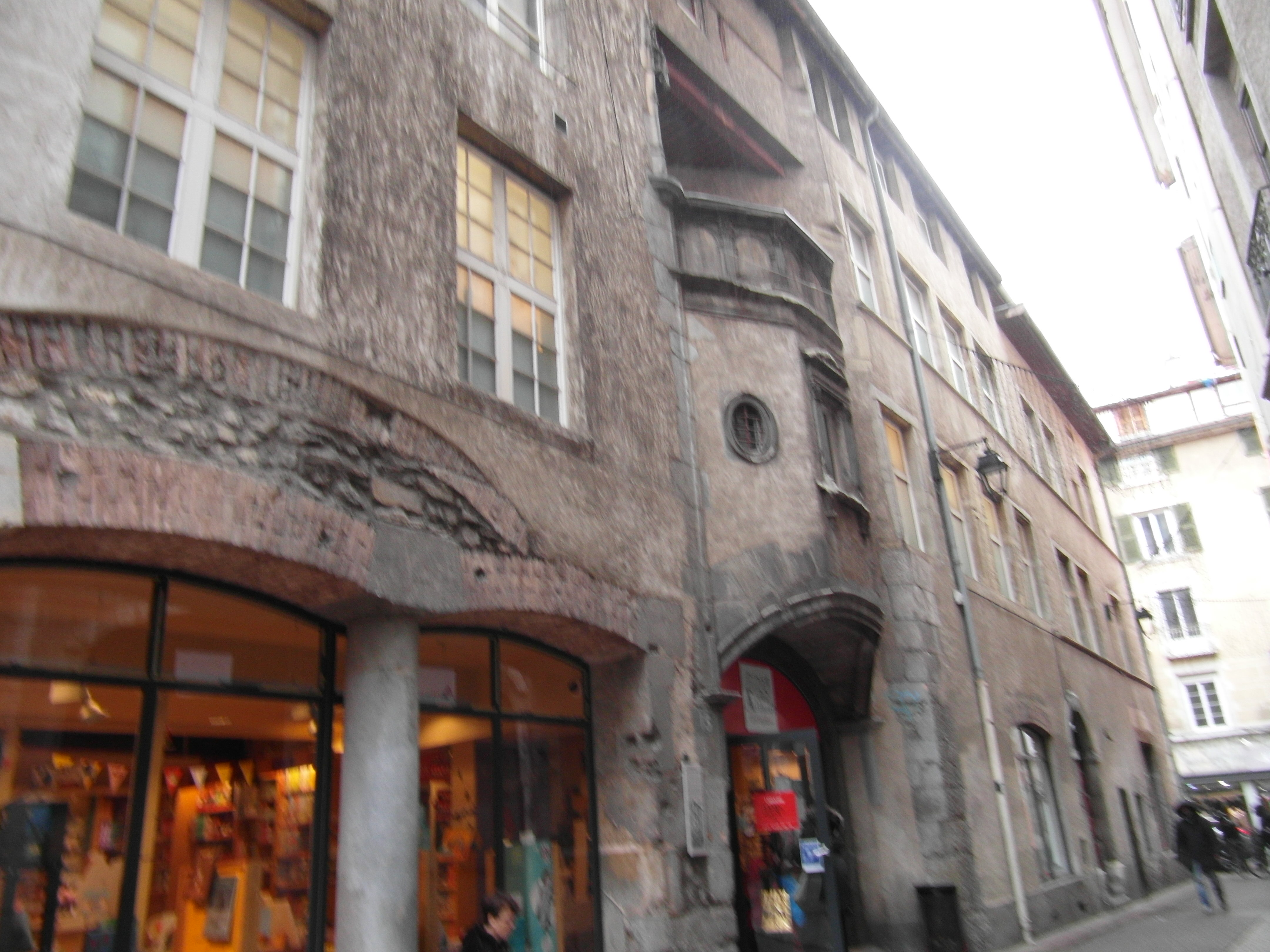
Façade sur la rue et vitrine de la libraire (rayon jeunesse)
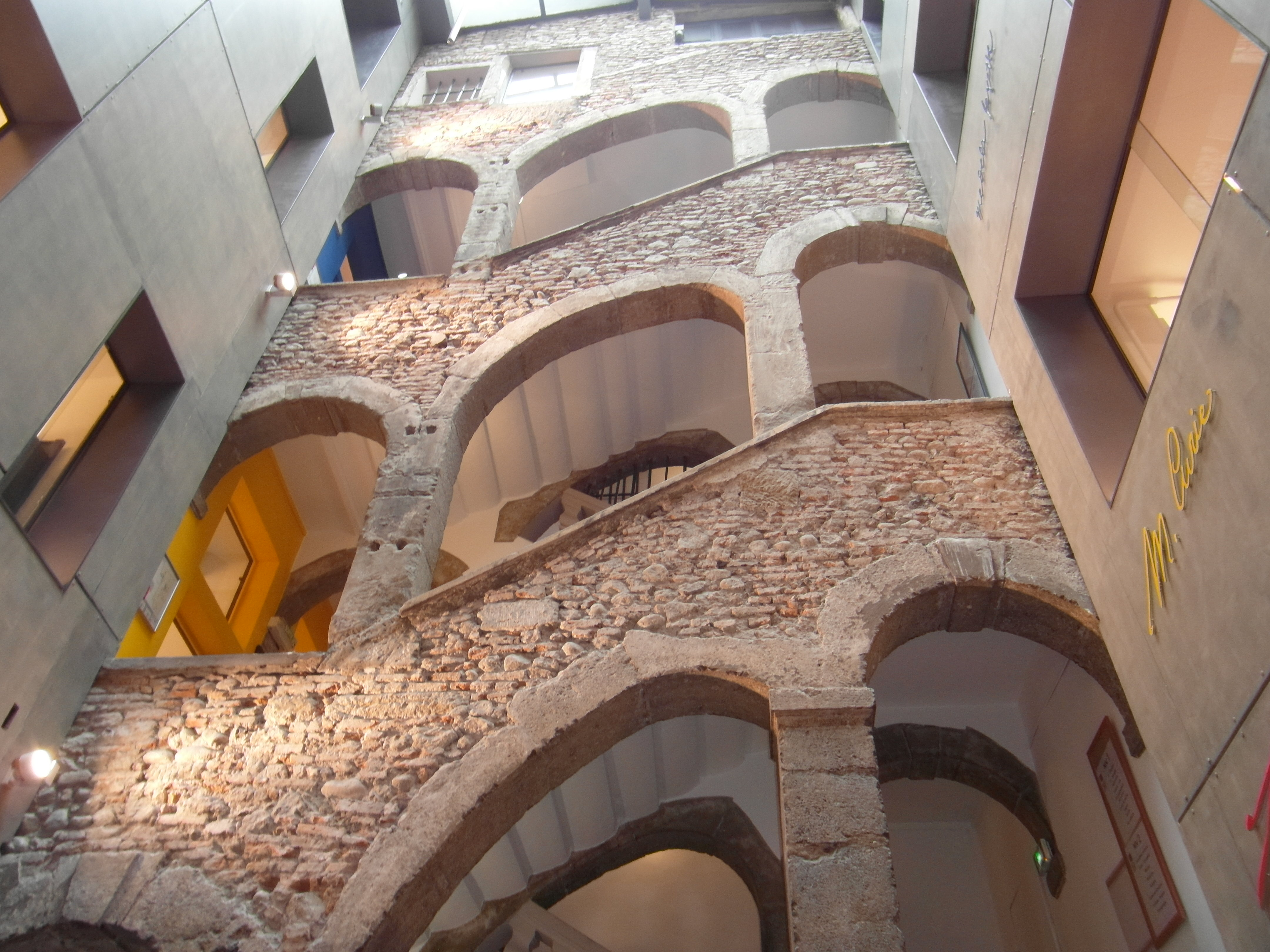
Escalier intérieur
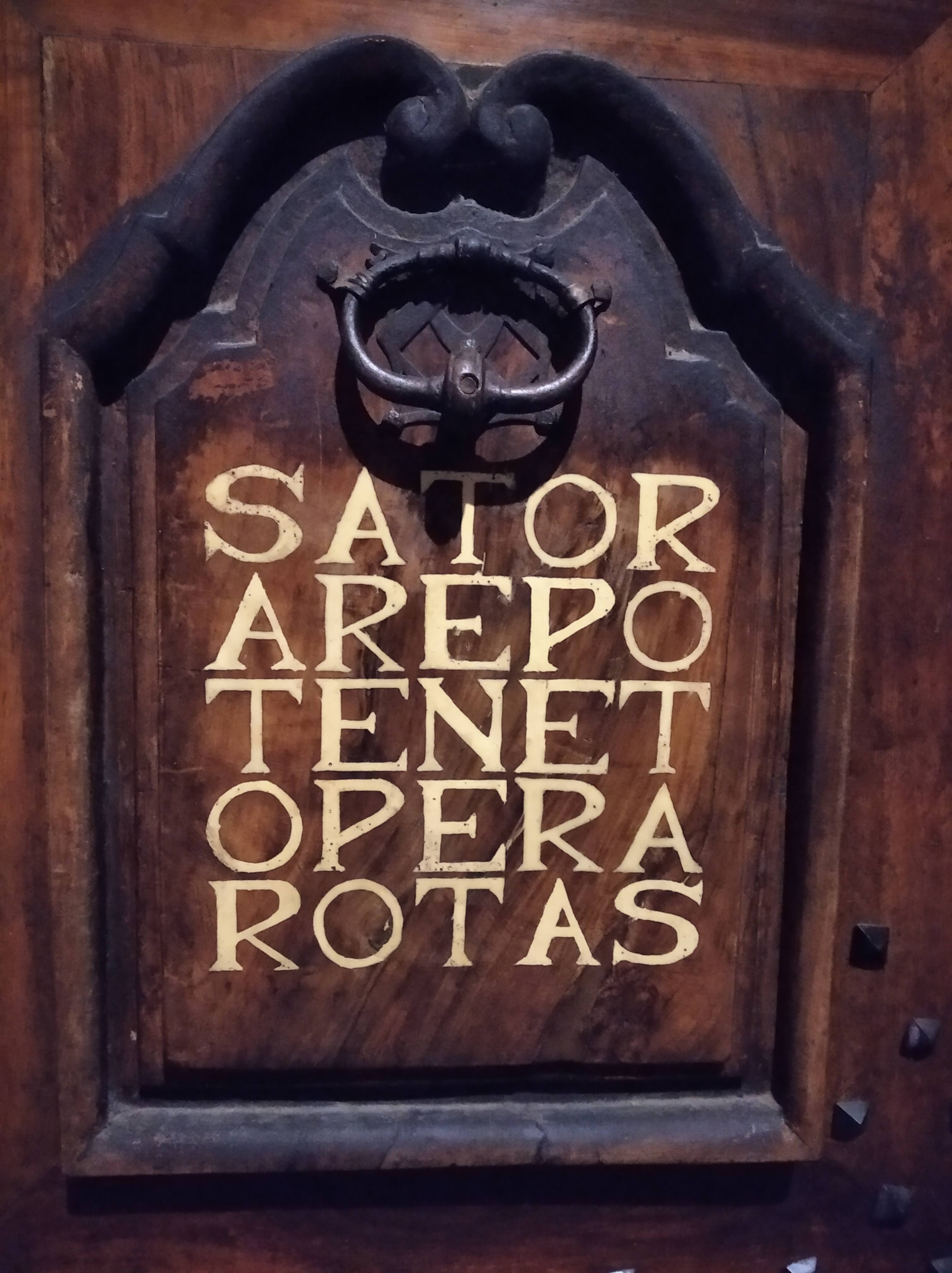
carré Sator situé face à la maison Rabot